# スーパー桃太郎電鉄
『スーパー桃太郎電鉄』（スーパーももたろうでんてつ）は、ハドソンが開発し1989年9月15日に発売されたPCエンジン用コンピュータボードゲーム。
1991年3月8日にゲームボーイ版が、1992年3月20日にファミリーコンピュータ版が発売された。また、2020年11月19日発売のNintendo Switch用ソフト『桃太郎電鉄 〜昭和 平成 令和も定番!〜』の早期購入特典として本作のファミリーコンピュータ版が配信されたほか、2023年9月23日には同内容のものが一般発売された。

## 前作からの変更点
前作『桃太郎電鉄』（1988年）と同様に、鉄道で日本中を巡り物件を購入し総資産を競うことが目的であるが、今作ではルールが大きく変更され対戦ゲームの要素が強められた。本作で定まったルールが、後の『桃太郎電鉄シリーズ』の基本的なルールとなっている。
- 本作より『V』まで、1年は4月から翌年2月までの11ターンとなり、3月が決算になっている。
- 本作よりタイトル画面の桃太郎が敬礼をするようになった。
- 本作より月初めにカレンダーイラストが表示されるようになった。（携帯電話向け、DS・3DS・Switch向けタイトルを除く）
- 本作および『II』『7』『jr.』では、メッセージウインドウに現在何月かが表示されている。
- 本作より『V』まで、鉄道が買えなくなった。その代わり、持ち金不足でも処分しなくて済む物件ジャンルとして「農林」がある。
- 本作及び『II』では、物件ジャンルの名称・分類が現在のものとは一部異なる。なお、現在の名称・分類になったのは『III』から。
  - 外食-食品関連の物件。『III』以降は「食品」に名称変更。
  - ホテル-ホテルや旅館がここに分類される。『III』以降は「観光」に再分類。
  - レジャー-スキー場やゴルフ場、動物園など。『II』の桃太郎ランド（本作未登場）もこのジャンル。『III』以降は「観光」に再分類。
  - 温泉-温泉物件。『III』以降は「観光」に再分類。
  - その他-伝統工芸品の工房、デパート、プロ野球チームなど。『III』以降は「観光」「商業」に再分類。
    - また、「農林」「水産」「工業」は以降のシリーズにも続けて登場している。
- 駅での物件の並び順変更。前作では価格の高い順から並んでいたが、本作より価格の安い順から並んでいる。
- 買い物の際に、購入の可否が一目でわかるようになった。FC版・GB版では文章やマークで表示され、PCE版では買えない物件が赤色（持ち金不足や他人所有）あるいは緑色（自分が購入済）で表示される。
- 借金の概念が登場した。持ち金がマイナスになると手持ちの物件を売却しなければならないのは通常通りだが、全て売却しても補えない場合、残った借金をそのまま背負うことになる。
  - 各種収入が自動的に返済に充てられるため、完済するまで資金の捻出ができなくなってしまう。
- 各種イベントなどの収支のインフレが、毎年発生するようになった。
- 「カード」が登場。これは自分にとって有利な状況を作ったり、他人を攻撃することのできるアイテムである。ただし自分にとって悪いことが起こる損害系カードも存在するため、カードの入手が必ずしも有利になるとは限らない。イベントで手に入ることもあるが、基本的には黄マスなどの特定のマスに停まると入手できる。停まった駅の種類によって、ランダムに手に入れたり、持ち金を払って購入する形で手に入れる。本作より『HAPPY』までは1人6枚まで持てる。
- 駅の概念が一新された。本作に登場するのは物件駅・プラス駅・マイナス駅・カード駅・カード売り場・フェリー乗り場である。詳しくは桃太郎電鉄シリーズを参照。各種イベントはマスの種類に応じたものが発生し、それ以外の突発的なイベントは一定確率で起こる。夏が有利で冬が不利なゲームバランスは変わらない。
  - ひとまわりサイズの大きい物件駅（16駅）は、目的地候補である。
  - 航路の移動ルールが地上の鉄道と同じになった。フェリー乗り場にぴったり止まる必要はなく、他の駅と同様に通行可能。
- 目的地は全員共通になった。誰かが目的地に到着した時点で、最も目的地から離れた位置にいる人に、貧乏神が取り付き、毎ターン終了時に悪行を行う。貧乏神は他のプレイヤーに接触すると擦りつけることが可能。
- 物件の収益率が個別に設定され、決算ではこの収益率に応じて収益額が算出される。それに伴い、物件は価格だけでなく収益率が表記されるようになった。
  - 1つの物件駅の全ての物件を1人で買い占めた場合、「独占」となりその駅の物件の収益は2倍になる。
  - 収益率がマイナスになっている物件もある。決算の際に、逆に支出が発生するが、時々大きな臨時収入イベントが発生する。
  - 物件駅・物件数が前作と比べて非常に増えたが、プログラムの制約上所有できる物件は254件までで、全ての物件を購入することは不可能である。
- 本作では、岡山駅の物件に「桃太郎ランド」が存在しない。
- 本作より、勝敗はゲーム終了時の資産で決定されるルールに統一された。前作の「物件価格の総合金額」に加えて、「持ち金」も資産に計上されるようになった。

## 開発
さくまが最終的に皆が桃太郎ランドを一斉に買いに行く状況が最も面白いと感じたことから、前作の「各々に定められた目的地へ向かう」という方式から、全員が1か所に集まるという方式に変更され、同様の理由から一番乗りには大金を渡すというルールも採用された。これに対し桝田が何度か目的地に行ってお金が入ったら目的地には行かないだろうと考え、一番遅れた者にペナルティが課されるシステムが導入された。その際、わかりやすい演出が必要だということで貧乏神を憑りつかせようということになった。
本作をPCエンジン向けに出すことになったのは、当時会社を挙げて同機にかかわっていたハドソンの強い要望によるものである。そのことは広告戦略にも影響しており、桝田は2020年のインタビューの中でPCエンジン版の画面がアピール材料になると考え、広告には画面の写真を多数並べたと振り返っている。

## スタッフ
- ゲーム監督：さくまあきら
- ゲーム演出：桝田省治
- キャラクター・デザイン：土居孝幸
- 音楽：関口和之
- チーフ・プログラマー：飛田雅宏
- デザイナー：藤井康博、瓜田智昭、くわはらもとし、松田泰一、市沢保弘、伊藤真希、山口もと、鈴木民人
- 音楽スタッフ：滝本利昭、高橋のぞみ
- シナリオ・アシスタント：はっとりたかひこ、まつもとたづ、はくやまさかず、井沢ひろし
- 協力：浦敏治、しばたかずき、あらきひとしももてつ5だん、邦宅杉太、増田景子、荒井弘二、きくちあきひろ、キム皇、原口一也、いいずかひろゆき
- プロデューサー：すずきとよじ（アイアンドエス）

## 評価
PCエンジン版
ゲーム誌『ファミコン通信』の「クロスレビュー」では合計29点（満40点）、『月刊PCエンジン』では80・90・90・85・90の平均87点（満100点）、『マル勝PCエンジン』では8・8・9・8の合計33点（満40点）、『PC Engine FAN』の読者投票による「ゲーム通信簿」での評価は以下の通り25.34点（満30点）。
| 項目 | キャラクタ | 音楽 | 操作性 | 熱中度 | お買得度 | オリジナリティ | 総合  |
| 得点 | 4.52       | 3.97 | 4.24   | 4.24   | 4.11     | 4.27           | 25.34 |

ゲームボーイ版
ゲーム誌『ファミコン通信』の「クロスレビュー」では合計26点（満40点）、『ファミリーコンピュータMagazine』の読者投票による「ゲーム通信簿」での評価は以下の通り22.01点（満30点）。
| 項目 | キャラクタ | 音楽 | 操作性 | 熱中度 | お買得度 | オリジナリティ | 総合  |
| 得点 | 3.13       | 3.75 | 3.90   | 4.05   | 3.57     | 3.61           | 22.01 |

ファミリーコンピュータ版
ゲーム誌『ファミコン通信』の「クロスレビュー」では合計24点（満40点）、「ファミリーコンピュータMagazine」の読者投票による「ゲーム通信簿」での評価は以下の通り22.3点（満30点）。
| 項目 | キャラクタ | 音楽 | お買得度 | 操作性 | 熱中度 | オリジナリティ | 総合 |
| 得点 | 3.8        | 3.6  | 3.6      | 3.8    | 3.9    | 3.6            | 22.3 |